# 达理扎雅

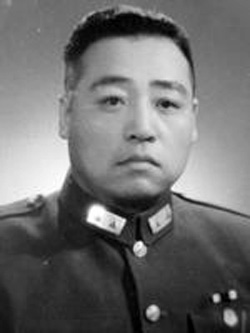
达理扎雅軍裝照

达理扎雅（1906年1月6日—1968年11月8日），号锐荪，博尔济吉特氏，阿拉善厄魯特旗定远营人，阿拉善旗扎萨克和硕亲王，曾任西蒙自治政府主席、內蒙古自治區人民政府副主席，在文革中被迫害致死。

## 生平
清光绪三十一年（1906年），达理扎雅生于阿拉善厄魯特旗定远营，幼年居住在阿拉善王府中，十岁后跟随父母移居北京，曾就读于求实中学、北京大学。1928年前后，他曾在奉军仕官队学习军事，并和张学良结成盟兄弟。1925年他十九岁，在北京和载涛次女金允诚结婚。1931年经南京国民政府批准，达理扎雅袭阿拉善旗扎萨克和硕亲王。1931年12月12日，达理扎雅在北平罗王府举行就职典礼。1932年，达理扎雅在定远营举行袭位大典，1933年携全家到北平居住，1934年返阿拉善霍碩特特別旗亲政。
在任期间，他积极推动当地兴办新式教育、推动社会改革。1935年初，他接待了国民政府新任命的西陲宣化使公署宣化使九世班禅来阿旗南寺宣化。
抗日战争前后，1936年他接待国军二十五师师长关麟征、副师长杜聿明率部到定远营驱逐日本特务。1936年他成立阿拉善旗区防司令部，任少将司令。1937年，他成立阿拉善旗保安总队。1938年后，达理扎雅被马鸿逵执行国民政府命令软禁在银川、兰州。软禁期间，他仍保持亲王尊号，并任蒙藏委员会委员、行政院顾问、宁夏省政府委员等职务，获允许过问阿旗旗政。1944年，达理扎雅获准回阿旗。1945年，他任中国国民党第六届中央委员。在他软禁期间，宁夏军阀马鸿逵的势力深入阿旗。抗日战争胜利后，1946年阿拉善旗区防司令部恢复，达理扎雅晋升中将司令。1949年9月23日，达理扎雅率阿旗和平起义。此后，阿拉善旗保安总队改编为中国人民解放军阿拉善旗人民保安总队。

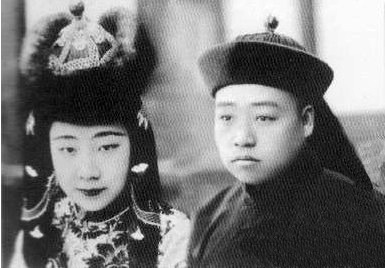
阿拉善末代王爷达理扎雅和福晋金允诚

1949年8月，蒙古自治政府在阿拉善定远营成立，德穆楚克栋鲁普（德王）任主席，达理扎雅任副主席。9月，德王逃离定远营，达理扎雅将蒙古自治政府改组为西蒙自治政府，自任主席。10月中旬，宣布撤消西蒙自治政府，和平归附中华人民共和国。10月15日，阿拉善霍硕特旗人民政府成立，达理扎雅任旗长，由宁夏省人民政府领导。
1950年3月31日，阿拉善霍硕特旗人民政府改称阿拉善霍硕特旗自治区人民政府，达理扎雅任旗长。
1951年8月改称阿拉善自治区人民政府，达理扎雅任主席，仍由宁夏省人民政府（1953年1月起达理扎雅还任宁夏省人民政府副主席）领导。
1954年4月，阿拉善自治区人民政府改称阿拉善旗人民政府，达理扎雅任旗长，隶属刚成立的宁夏省蒙古自治区人民政府（达理扎雅任主席）领导。
1954年9月宁夏省并入甘肃省，宁夏省蒙古自治区人民政府更名为甘肃省蒙古自治区人民政府，达理扎雅任主席，并任甘肃省人民政府副主席，阿拉善旗人民政府归其领导。
1955年4月，甘肃省蒙古自治区人民政府改为甘肃省蒙古自治州人民委员会，达理扎雅任州长。
1955年11月，甘肃省蒙古自治州改称甘肃省巴音浩特蒙古族自治州，达理扎雅任州长，
1955年12月，巴音浩特蒙古族自治州与额济纳自治旗划归内蒙古自治区，达理扎雅任内蒙古自治区人民政府副主席。
1956年4月，内蒙古自治区巴彦淖尔盟成立，阿拉善旗隶属巴彦淖尔盟管辖。
文化大革命爆发后，达理扎雅夫妇在北京休养，被红卫兵揪回巴彦淖尔盟批斗，达理扎雅于1968年11月8日在巴彦淖尔盟第二中学批斗时逝世。1979年2月13日，内蒙古自治区党委和内蒙古自治区人民政府在呼和浩特为达理札雅和夫人金允诚举行追悼大会，为其彻底平反昭雪并恢复名誉。

## 家庭
- 父亲：塔旺布里甲拉，第七任阿拉善亲王[3]
- 母亲：姜静德[3]
- 三弟：达穆林旺楚克，国共内战後随国民党政府到台灣，任立法委员
- 妻：金允诚，载涛次女，结婚后生六女一子[3]